# Тракийци (село)
 Тази статия е за селото.  За жителите на Тракия вижте Тракийци.  
Тракийци е село в област Бургас, община Средец.

## История
Селото е заселено през 1905 година от българи бежанци от Одринска Тракия.

## Население

### Етнически състав
Преброяване на населението през 2011 г.
Численост и дял на етническите групи според преброяването на населението през 2011 г.:
|                     | Численост |
| Общо                | 8         |
| Българи             | 8         |
| Турци               | -         |
| Цигани              | -         |
| Други               | -         |
| Не се самоопределят | -         |
| Неотговорили        | -         |